# 良清寺
良清寺（りょうせいじ）は、福岡県柳川市西魚屋町にある浄土宗寺院。柳川藩祖・立花宗茂の正室・誾千代の菩提寺。寺の名は、誾千代の院号の「光照院殿泉誉良清大禅定尼」に由来。

## 開基・開山
開基（設立者）は立花宗茂。開山（初代住職）は応誉。
応誉は戦国時代の柳川城主の蒲池鑑盛（蒲池宗雪）の三男蒲池統安の次男であり、山門郡瀬高上荘の来迎寺の第4世住職。

## 歴史

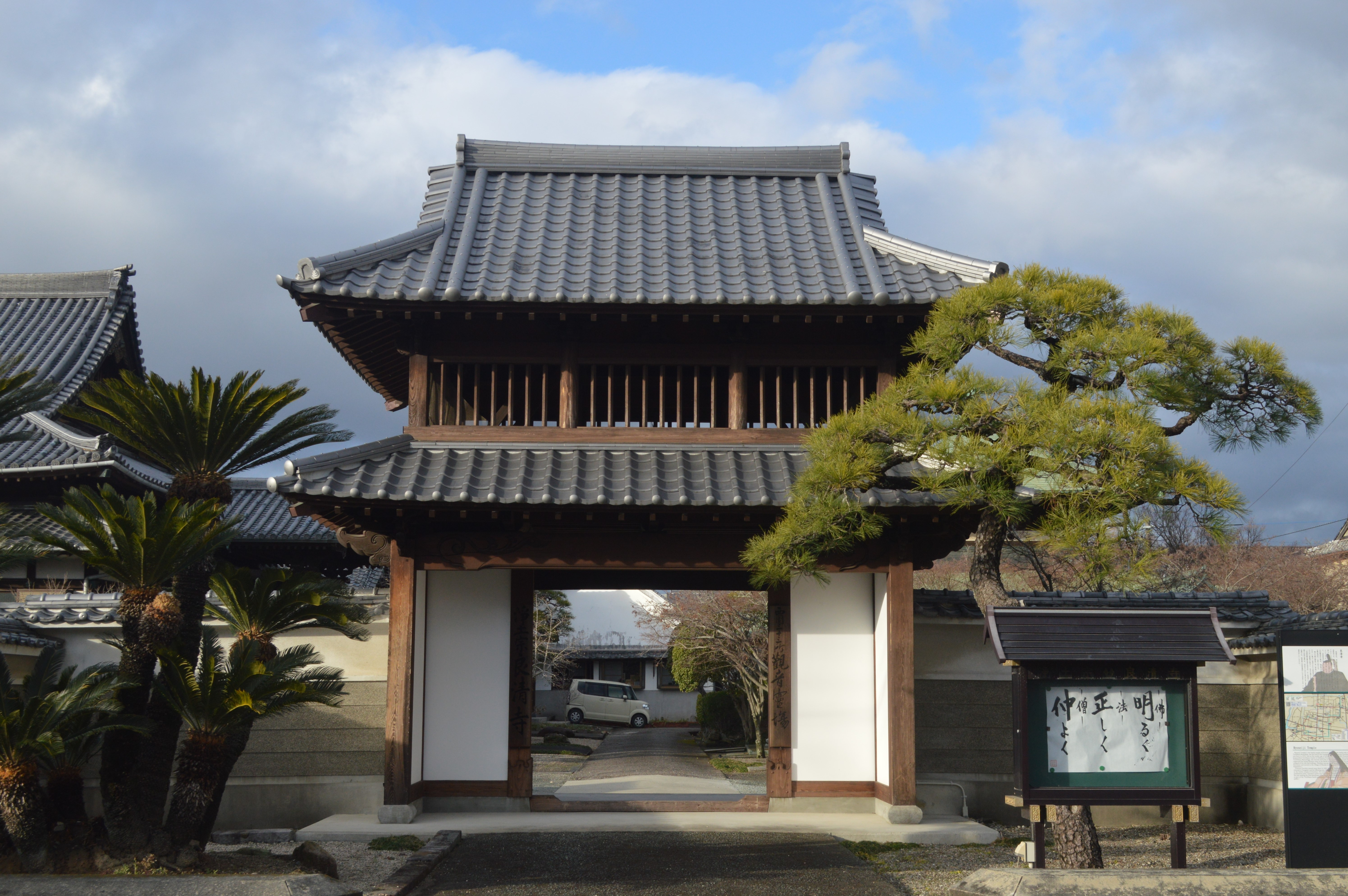
山門

良清寺は、柳川藩祖の立花宗茂が正室の誾千代（立花道雪の娘）を弔うために元和7年（1621年）に応誉を招いて建立。
柳河藩の分限帳である『忠茂公御代之分限帳』（万治3年（1660年））に「同（高）30石 柳川町分 良清寺」、「延宝九酉年知行取無足扶持方共」（1681年）の『寺社領並諸合力米』に「（同）高30石 良清寺」とあり、ともに藩内寺社としては第5位の位置づけである。

## 住職家
応誉の子孫は代々住職を勤めると共に、還俗して蒲池氏を再興し藩士として寺を守る。江戸時代は立花氏と蒲池氏のゆかりの寺とされ、寺を預かった蒲池家は、立花家の家老格の処遇を受けたとされる。
徳川幕府最後の西国郡代である旗本の窪田鎮勝（蒲池鎮克）が幕末に先祖の蒲池氏本家菩提寺の崇久寺を参った時に、良清寺の蒲池家の人間で柳川藩の蒲池鎮之と面談している。
良清寺は柳川藩の蒲池家の菩提寺でもあり、現在も子孫の蒲池家やその親族が住職を勤めており、その一族である歌手の松田聖子（蒲池法子）の生家の菩提寺である。

## 交通アクセス
- 西鉄天神大牟田線西鉄柳川駅より徒歩